# 一村すみれ
一村 すみれ（いちむら すみれ、1998年1月24日 - ）は、日本の舞台女優、女性声優。神奈川県出身。愛称は「すーちゃん」、「ちゅみ」

## 略歴
｢ラブライブ!｣のアニメ･ライブを観て感動し、表舞台に出て活躍できる声優･女優になることを志す。
2017年8月15日からSHOWROOMにて開催された｢ヤオヨロズ声優発掘オーディション｣を勝ち抜き、9月23日に行われた最終審査にてグランプリを獲得。アニメ作品への出演が決定、同時に株式会社ジャストプロ付属の声優・俳優養成機関 ｢ヤオヨロズ ボイスラボ｣のレッスン生となる。
2022年6月1日、ジャストプロを同年5月31日をもって退所したことを報告。

## 人物
- 好きな作品･グループは、名探偵コナン、ラブライブ!、東京パフォーマンスドール。
- 好きな色･イメージカラーは、名前の｢すみれ｣からスミレ(菫)の花の色である紫。
- 好きな場所・ディズニーランド
- 三姉妹の末っ子。
- 好きな食べ物はマンゴー、焼肉、うどん、海鮮（特に赤エビ）。

## 出演

### 舞台
2018年
- アリスインプロジェクト「ダンスラインTOKYO[3]」（5月9日 - 13日、六行会ホール） - 橋本綾久 役
- エアースタジオ「六畳一間で愛してる」B班（5月30日 - 6月4日、両国Airstudio） - 坂井真由美 役[4]
- 「ハイスクール!奇面組2 〜嵐を呼ぶ変態ライバル対決〜」（8月2日 - 10日、青山・草月ホール） - 一堂霧 役[5]
- エアースタジオ「MOTHER 〜特攻の母 鳥濱トメ物語〜」 - 川谷綾子 役[6]
  - 東京公演（9月13日 - 17日、新大久保・東京グローブ座）
  - 仙台公演（11月10日 - 11日、仙台システムズホール）
  - 福島公演（11月14日、福島テルサ）
  - 会津公演（11月17日、会津若松市文化センター）
- アドリブ心理劇｢レジスタンスイレブン｣（10月6日 - 14日 出演日:7日、8日、10日、11日、コフレリオ新宿シアター）[7]
- アドリブ心理劇｢レジスタンスイレブン｣ （12月8日 - 16日 出演日:8日、9日、10日、15日、コフレリオ新宿シアター）[8]

2019年
- C's PLAY FACTORY「藍冩眞～アオシャシン～｣（1月17日 - 20日、池袋・シアターグリーンBIG TREE THEATER） - 少年 役[9]
- 劇団バルスキッチン「どぎまぎメモリアル」（3月27日 - 31日、高島平・バルスタジオ） - 藍堂瑠奈 役
- アドリブ心理劇「レジスタンスイレブン」（4月5日 - 14日 出演日:5日、6日、8日、10日、11日、12日、13日 上野ストアハウス）[8]
- 劇団バルスキッチン「迷宮ディテクティブ」（5月22 - 26日、高島平・バルスタジオ） - 須藤すず 役
- 「かくりよの宿飯 折尾屋編」（7月17日 - 21日、六本木・俳優座劇場） - 笹良 役
- オッドエンタテインメント「Stray Sheep Paradise:em」（8月15日 - 18日、東池袋・あうるすぽっと） - ノゾミ 役[10]
- アドリブ心理劇「レジスタンスイレブン〜ガールズ版〜」（10月13日、西葛西・東京映画・俳優＆放送芸術専門学校ホール）[8]
- 「OZMAFIA!! sink into oblivion[11]」（10月23日 - 27日、新宿・こくみん共済coopホールスペース・ゼロ） - フーカ 役
- オッドエンタテインメント「ナナステ☆SUITEVE STORY'S～飛鳥と鳥かご～」（11月13日 - 17日、新宿村LIVE） - 浅木蘭 役
- 朗読劇「涙箱 Vol.2」（11月28日 - 12月1日、南阿佐ヶ谷・シアターシャイン）

2020年
- アドリブ心理劇「レジスタンスイレブン」（2月16日、コフレリオ新宿シアター）
- ToyLateLie「ふつう（仮）[12]」（10月15日 - 25日、池袋・シアターKASSAI） - 神林裕子 役
- Bobjack theater『ボブ宴』（2020年12月17日 - 27日、池袋・シアターKASSAI）
  - 「ラブレター」 - 朝尾露子 役[13]
  - 「唯一度だけ」 - 零華 役
  - 「東京サタデーナイト」 - 悪魔 役

2021年
- オッドエンタテインメント「ゲキドル the STAGE」（2021年3月3日 - 7日、新宿・シアターサンモール） - 中村繭璃 役[14]
- ToyLateLie「息る」（2021年4月7日 - 11日、池袋・シアターKASSAI） - 精神科医 役

2022年
- 朗読劇「この色、君の声で聞かせて」（2022年5月25日 - 29日、シアター・アルファ東京）- チームACT[15]

2023年
- 朗読劇『あの星に願いを』（2023年5月24日 - 28日、CBGKシブゲキ!!）- 西ノ森莉緒 役[16]

2025年
- 舞台「魔法少女育成計画 F2P the STAGE～First Chapter～」（2025年2月6日 - 10日、博品館劇場） - ウェン 役[17]

### ゲーム
- G123「ソフィアコネクタ」 - メイド長クレア 役

### テレビ番組
- アニュ研! 秋葉原アニメ・アミューズメント研究所（第21 - 24回放送（2017年11月28日 - 12月19日）・第33 - 36回放送（2018年3月6日 - 28日）） - 研究生[18]

### イベント
- AnimeJapan - ジャストプロ声優ミニトークショー（2018年3月24日・25日）[19]
- バラエティイベント ハコニワ （2018年5月22日、6月12日、8月30日、10月16日、11月27日）
- バラエティイベント ハコニワ ハロウィンパーティースペシャル （2018年10月30日）
- 「B.A.R 〜EPISODE ZERO〜」（2019年5月12日）
- Stray Sheep Paradise「セブンス・パスクゥム☆才能祭」（2019年12月26日 - 27日）

### ドラマCD
- toytoytoy2 〜ボイスドラマおもちゃ箱〜（2018年）にゃんこ四重奏、にゃんこのお留守番 ビビ 役[20]
- toytoytoy3 〜ボイスドラマおもちゃ箱〜（2020年）あべのcafeは大繁盛！ 安倍乃春名 役、ネコ姫のお茶会 ビビ 役

### ラジオ
- 楠田亜衣奈のItsSHOWTIME（2017年12月18日）[21]

### 雑誌
- 声優グランプリ2018年4月号[22]
- 声優グランプリ2020年12月号

### 舞台
- ダンスライン TOKYO - アリスインプロジェクト
- 六畳一間で愛してる - エアースタジオ
- ハイスクール！奇面組2〜嵐を呼ぶ変態ライバル対決〜 - オフィスインベーダー、ADKアーツ
- MOTHER 〜特攻の母 鳥濱トメ物語〜 - エアースタジオ
- アドリブ心理劇｢レジスタンスイレブン｣ - 株式会社ADKアーツ